# 1914 en Belgique
Chronologie de la Belgique
- 1910
- 1911
- 1912
- 1913
- 1914
- 1915
- 1916
- 1917
- 1918

Cette page recense des événements qui se sont produits durant l'année 1914 en Belgique.

## Chronologie
- Mai 1914 : premières émissions radiophoniques régulières en Belgique. Depuis une annexe du château de Laeken, des concerts radiophoniques sont diffusés chaque samedi.
- 19 mai : loi « décrétant l'instruction obligatoire et apportant des modifications à la loi organique de l'enseignement primaire ». L'obligation scolaire concerne les enfants et adolescents âgés de 6 à 14 ans.
- 24 mai : élections législatives partielles.
- 26 mai : loi interdisant le travail des enfants en dessous de 14 ans.
- 3 juin : première parution de la Volksgazet, titre de presse socialiste néerlandophone.
- 29 juillet : à la Maison du Peuple de Bruxelles, les principaux dirigeants socialistes européens lancent un appel pour la paix.
- 31 juillet : à 19 heures, contre l'avis du gouvernement, le roi Albert Ier décide de la mobilisation générale. Les effectifs de l'armée sont portés à 200 000 hommes.
- 2 août : ultimatum allemand contre la Belgique. L'Allemagne réclame le libre passage de ses troupes sur le territoire belge.
- 3 août : la Belgique rejette l'ultimatum allemand.

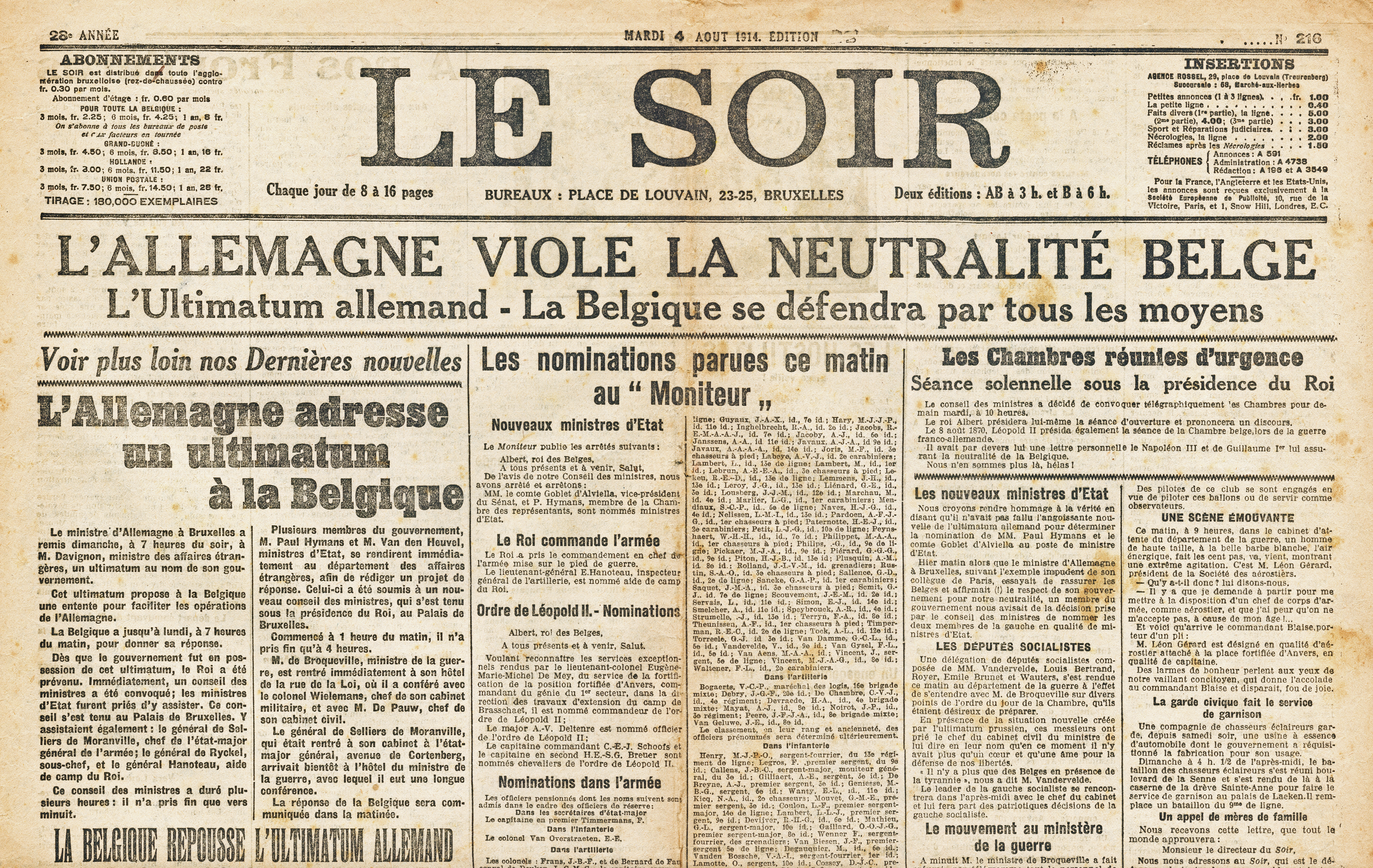
Une du Soir du 4 août 1914.

- 4 août : Invasion allemande de la Belgique et du Luxembourg. Les Allemands pénètrent en Belgique près d’Aix-la-Chapelle. Le roi Albert Ier lance un appel à la France et à la Grande-Bretagne.
- Du 5 au 16 août : bataille de Liège.
  - 7 août : les Allemands prennent Liège.
  - 8 août : le fort de Barchon tombe aux mains des Allemands.
  - 12 août : la 1re armée, commandée par le général von Kluck, est un moment arrêtée à Halen.
  - 15 août : tous les forts entourant Liège sont désormais aux mains des Allemands.
- Du 15 au 23 août : bataille de Dinant.
  - 20 août : Entrée des allemands dans Bruxelles[1].
  - 23 août : 674 civils sont massacrés par la 2e armée commandée par le maréchal von Bülow.
- Du 21 au 23 août : bataille de Charleroi. Victoire allemande.
- 22 août : Incendie de l'Institut Saint-Joseph à Charleroi.
- 23 août : bataille de Mons. Victoire britannique.
- 24 août : la 2e armée allemande passe la Sambre à Tamines et emporte la position de Namur.

- 25 août : 

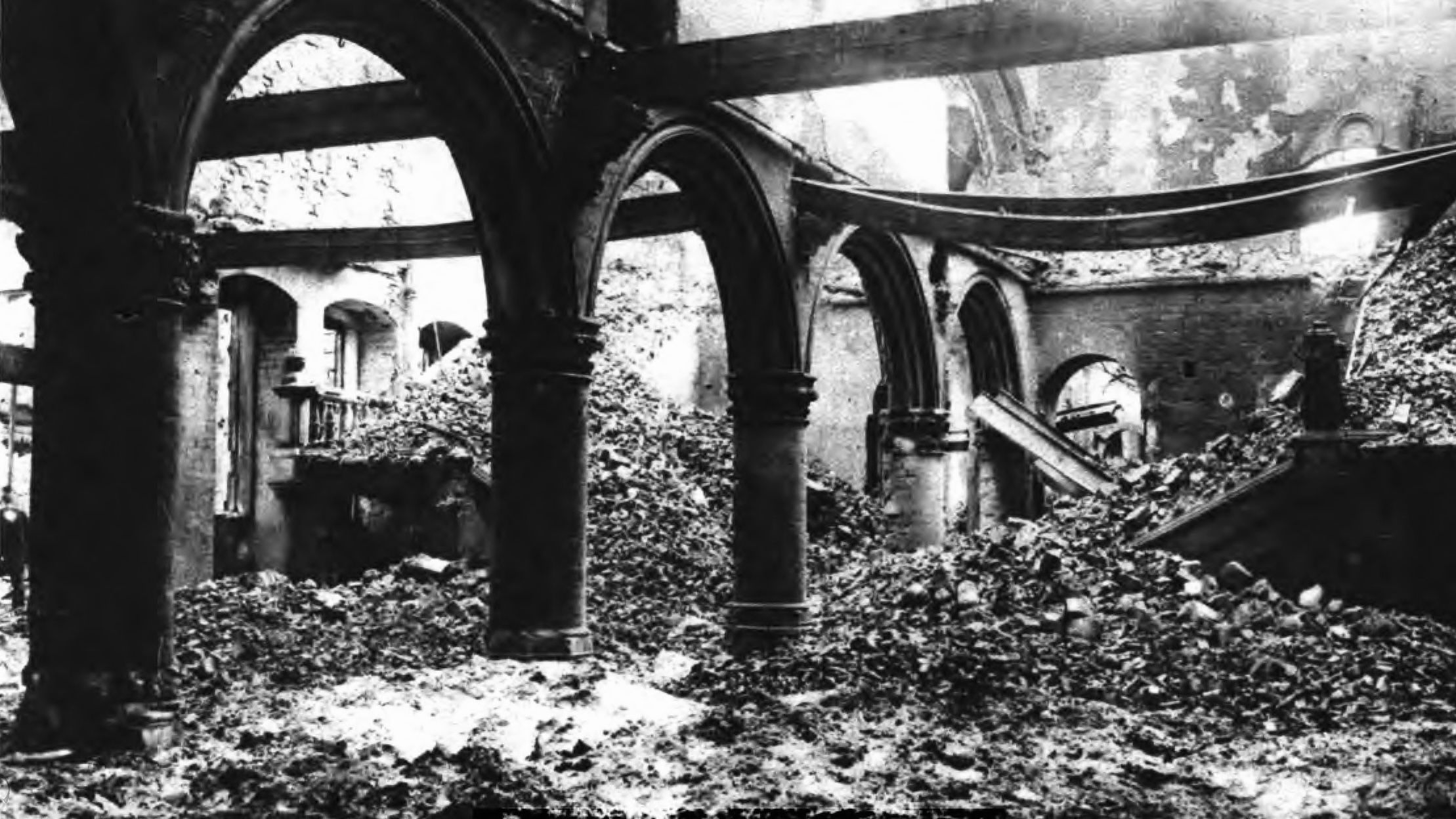
La bibliothèque de l'UCL détruite (photo prise en 1915).

  - Le dirigeable allemand « Z IX » bombarde Anvers.
  - Les Allemands mettent le feu à la ville de Louvain. Le feu ravage une grande partie de la ville et détruit la bibliothèque universitaire : des milliers d'ouvrages précieux partent en fumée.
- 26 août : création du Gouvernorat général allemand impérial de Belgique.
- Septembre 1914 : création d'un Comité central de secours qui deviendra le Comité national de secours et d’alimentation dirigé par Émile Francqui.
- 2 septembre : à Bruxelles, le maréchal Colmar von der Goltz s'installe comme gouverneur général de Belgique.
- Du 28 septembre au 10 octobre : siège d'Anvers.
- 10 octobre : l'armée belge se retire d'Anvers, prise par les Allemands.
- 12 octobre : les troupes allemandes entrent à Gand.
- 15 octobre : l'armée belge s'installe derrière la ligne de l'Yser, sous le commandement du roi Albert Ier.
- Du 16 au 31 octobre : front de l'Yser. L'ouverture des écluses de Nieuport à marée haute permet l'inondation des polders de l'Yser. La ligne de l'Yser est désormais infranchissable pour les troupes allemandes.
- 29 octobre : début de la première bataille d'Ypres.
- 8 novembre : l'heure allemande (GMT+1) est imposée à la Belgique.
- 22 novembre : incendie des halles aux draps à Ypres.
- 27 novembre : le général Moritz von Bissing remplace von der Goltz au poste de gouverneur général de Belgique.
- 12 décembre : un avion allié survole la plaine des manœuvres d'Etterbeek et largue quelques bombes sur Ixelles.
- 25 décembre : lettre pastorale du cardinal Mercier intitulée Patriotisme et Endurance[2].

## Culture

### Arts
- 9 mai : ouverture du Salon de Bruxelles de 1914[3].

### Cinéma
- Maudite soit la guerre, d'Alfred Machin.
- La Tulipe d'or, d'Alfred Machin.

### Peinture

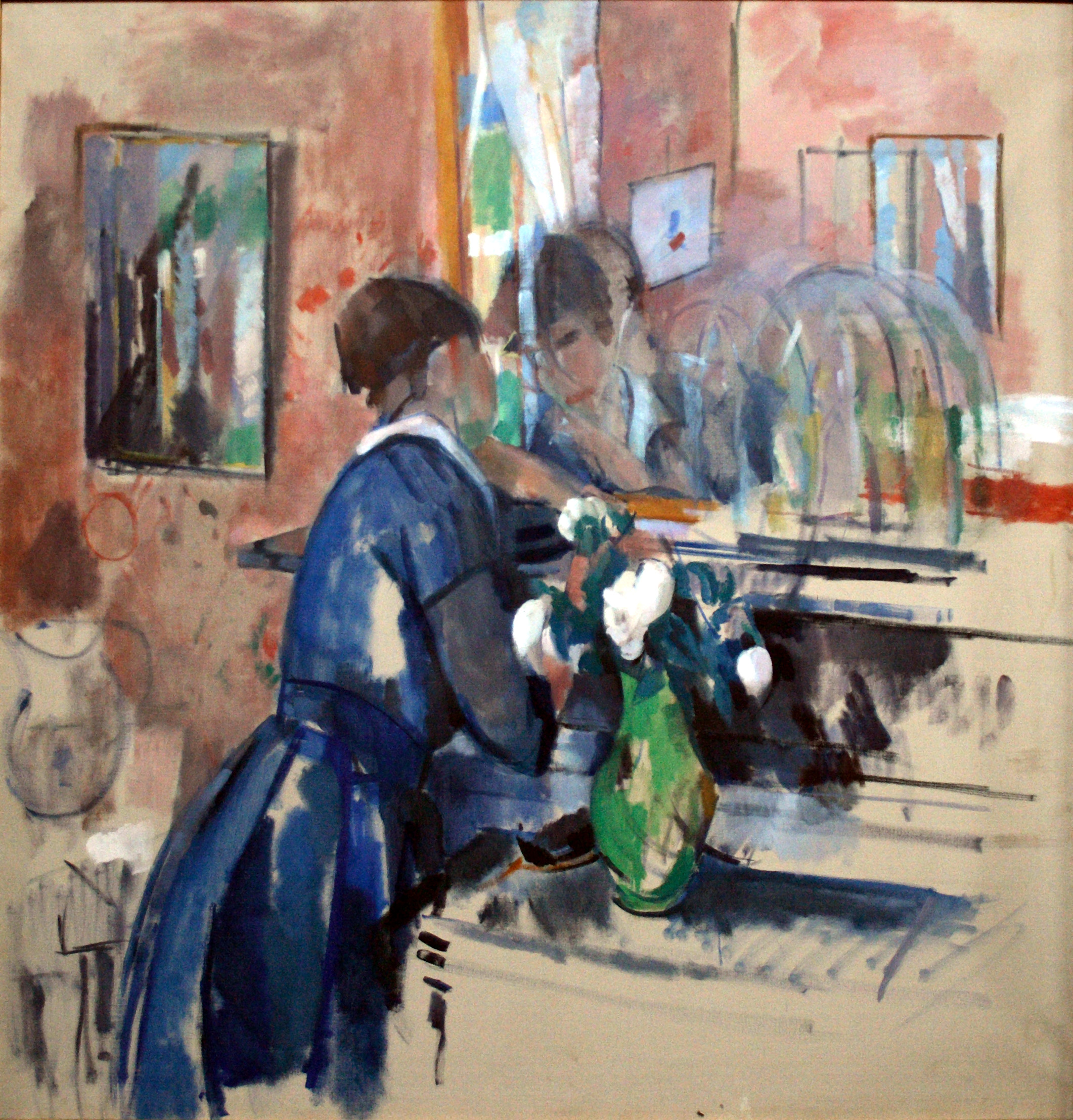
Dame en bleu devant une glace (Rik Wouters).
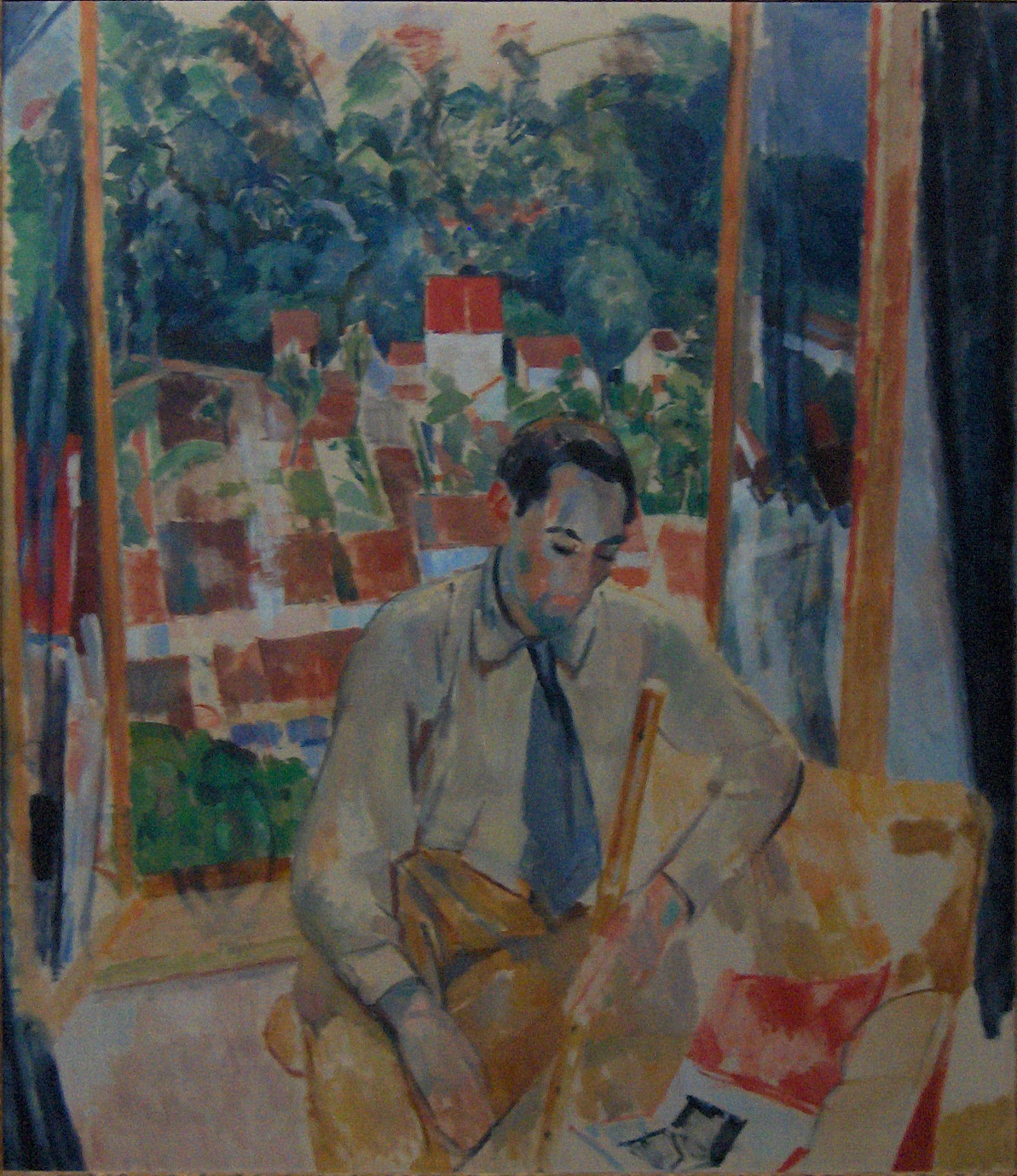
Le flûtiste (Rik Wouters).
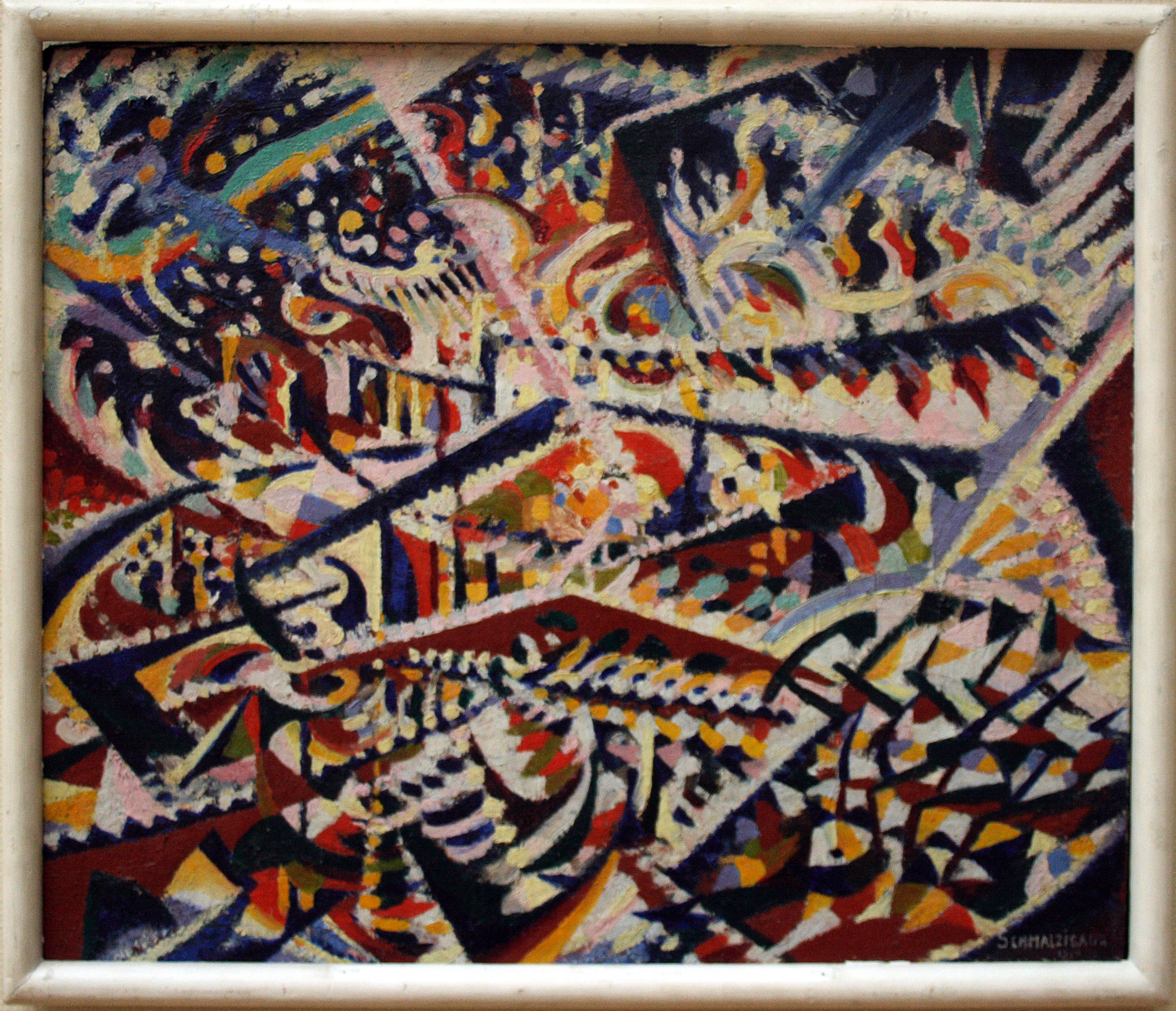
Impression dans une salle de danse (Jules Schmalzigaug).

## Sciences
- 27 mars : à l'hôpital Saint-Jean de Bruxelles, Albert Hustin réalise la première transfusion de sang humain citraté.

## Sports

### Cyclisme
- 22 mars : le Belge Marcel Buysse remporte le Tour des Flandres.
- 26 juillet : le Belge Philippe Thys remporte le Tour de France pour la deuxième fois consécutive.

### Football
- Championnat de Belgique (D1) : Daring Club de Bruxelles.
- Championnat de Belgique (D2) : Uccle Sport.
- Coupe de Belgique : Union Saint-Gilloise.

## Naissances
- 13 janvier : Jijé, auteur de bande dessinée.
- 14 janvier : Lucien van Nuffel, arbitre de football.
- 15 janvier : Gérard Garitte, philologue.
- 16 janvier : Roger Aubert, historien, théologien.
- 17 janvier : Théo Lefèvre, Premier ministre de 1961 à 1965.
- 28 janvier : Antoine Blavier, arbitre de football.
- 30 janvier : Henri Isemborghs, joueur de football.
- 8 février : Luc Varenne, journaliste sportif.
- 25 février : Jean Petit, joueur de football.
- 3 mars : Jean De Fraine, prêtre jésuite, exégète.
- 6 mars : Marguerite Bervoets, membre de la résistance.
- 18 mars : Léopold Genicot, historien.
- 1er avril : Carlo Van Neste, violoniste.
- 4 avril : Gustave Camus, artiste peintre.
- 6 mai : Louis Mercier-Vega, militant libertaire, syndicaliste.
- 15 mai : Pierre Froidebise, organiste.
- 21 mai : Constant Vanden Berghen, botaniste.
- 13 juin : Constant Vanden Stock, joueur, entraîneur et dirigeant de football.
- 14 juin : Georges Dejardin, homme politique.
- 17 juin : John Van Alphen, joueur de football.
- 27 juin : Henri Dekens, joueur et entraîneur de football.
- 2 juillet : Pierre Meuldermans, joueur de football.
- 4 juillet : Jan Goossens, joueur de football.
- 31 juillet : Marcel Busieau, homme politique.
- 11 septembre : André Van Cauwenberghe, homme politique.
- 28 septembre : Albert De Clerck, homme politique.
- 12 novembre : Edward Schillebeeckx, théologien.
- 17 novembre : Albertin Dissaux, coureur cycliste.
- 9 décembre : Jean Guillissen, membre de la résistance.

## Décès
- 16 janvier : Alfred de Vinck de Winnezeele, homme politique.
- 21 avril : Abel de Kerchove d'Exaerde, homme politique.
- 6 juillet : Albert de Beauffort, homme politique.
- 4 août : Antoine-Adolphe Fonck, première victime belge de la Première Guerre mondiale.
- 19 août : Alphonse Six, joueur de football (1er janvier 1890), mort au combat.
- 12 septembre : Victor Fastre, coureur cycliste (° 19 mai 1890), mort au combat.
- 17 novembre : Werner de Mérode, homme politique.
- 9 décembre : Arthur Van Gehuchten, biologiste, neurologue.
- 19 décembre : Édouard Brunard, homme politique.